# Barnet fra Opfostringshuset
Barnet fra Opfostringshuset er en stumfilm fra 1916 instrueret af Alexander Christian.